# Brené Brown
Brené Brown (ur. 1965) – amerykańska psycholog, pisarka, wykładowca Uniwersytetu w Houston. 

## Życiorys
Wykłada na wydziele nauk społecznych Uniwersytetu w Houston. Od około 2000 zajmuje się badaniami nad autentyzmem przeżyć, zaangażowaniem, odwagą, wstydem, współczuciem, poczuciem więzi i akceptacją niedoskonałości. Początkowo koncentrowała się na zagadnieniach wpływu na ludzkie życie wstydu i strachu. W 2008 została naukowcem-rezydentem w Radzie ds. Alkoholu i Narkotyków w Houston. "Houston Women Magazine" uznał ją za jedną z pięćdziesięciu najbardziej wpływowych kobiet roku 2009. 
Tytuł Bachelor of Social Work uzyskała na University of Texas w Austin (1995), natomiast tytuł Master of Social Work w 1996. Doktoryzowała się z filozofii (praca socjalna) na Uniwersytecie w Houston (2002). 

## Publikacje
Publikowała m.in. w "Elle" i "Self". Wydała też książki: 
- I Thought It Was Just Me (2007),
- Wholehearted: Spiritual Adventures in Falling Apart, Growing Up, and Finding Joy (pol. Autentyczność: duchowe podróże przez załamanie, dorastanie i odnajdywanie radości),
- Connections (pol. Więzi) - psychoedukacyjny podręcznik dotyczący metodyki uodparniania się na wstyd,
- Dary niedoskonałości. Jak przestać się przejmować tym, kim powinniśmy być, i zaakceptować to, kim jesteśmy (ang. The Gifts of Imperfection: Let Go of Who You Think You're Supposed, 2010)[1].

## Rodzina
Ma męża Steve'a oraz dwójkę dzieci (Ellen, Charlie). Rodzina zamieszkuje w Houston.